# Bệnh phổi nghề nghiệp
Bệnh phổi nghề nghiệp là các tình trạng bệnh phổi liên quan đến nghề nghiệp, hoặc liên quan đến công việc. Bệnh do các chất mà một người tiếp xúc trong nơi làm việc gây ra hoặc làm bệnh thêm nặng. Nó bao gồm một nhóm rộng của bệnh, trong đó có bệnh hen suyễn nghề nghiệp, viêm phế quản công nghiệp, bệnh phổi tắc nghẽn mạn tính (COPD), tắc nghẽn viêm tiểu phế quản, chấn thương đường hô hấp, bệnh phổi kẽ (như ho dị ứng, viêm phổi mẫn cảm, xơ hóa phổi), nhiễm trùng, ung thư phổi và u trung biểu mô. Những bệnh này có thể được gây ra trực tiếp hoặc do phản ứng miễn dịch khi tiếp xúc với nhiều loại bụi, hóa chất, protein hoặc sinh vật.
Các trường hợp liên quan đến nghề nghiệp của bệnh phổi kẽ có thể bị chẩn đoán nhầm là COPD, xơ phổi vô căn hoặc vô số các bệnh khác; dẫn đến sự chậm trễ trong việc xác định các tác nhân gây bệnh.

## Các loại bệnh phổi nghề nghiệp

### Hen suyễn
Hen suyễn là một bệnh về đường hô hấp có thể bắt đầu hoặc trở nên tồi tệ hơn do tiếp xúc tại nơi làm việc và được đặc trưng bởi sự thu hẹp của đường hô hấp. Hen suyễn nghề nghiệp có nhiều nguyên nhân, bao gồm mẫn cảm với một chất cụ thể, gây ra phản ứng dị ứng; hoặc phản ứng với chất kích thích được hít vào nơi làm việc. Việc tiếp xúc với các chất khác nhau cũng có thể làm trầm trọng thêm bệnh hen suyễn từ trước. Những người làm việc trong ngành sản xuất isocyanate, sử dụng găng tay cao su hoặc làm việc trong môi trường văn phòng trong nhà có nguy cơ mắc bệnh hen suyễn nghề nghiệp cao hơn so với người lao động Mỹ bình thường. Khoảng 2 triệu người ở Mỹ mắc bệnh hen suyễn nghề nghiệp.

### Viêm tiểu phế quản
Viêm tiểu phế quản hay còn gọi là viêm tiểu phế quản hay viêm tiểu phế quản là một bệnh về đường hô hấp do chấn thương ở đường dẫn khí nhỏ nhất, được gọi là tiểu phế quản. Nó đã được báo cáo xảy ra do tiếp xúc với chất độc và khí hít vào bao gồm khí mù tạt lưu huỳnh, oxit nitơ, diacetyl (được sử dụng trong nhiều hương liệu thực phẩm và đồ uống), 2,3-pentanedione, tro bay và sợi thủy tinh.

### COPD
Bệnh phổi tắc nghẽn mãn tính là một bệnh về đường hô hấp có thể bao gồm viêm phế quản mãn tính và/hoặc khí phế thũng. 15% các trường hợp COPD ở Hoa Kỳ có thể được quy cho phơi nhiễm nghề nghiệp, bao gồm phơi nhiễm với silica và bụi than. Những người làm việc trong lĩnh vực khai thác, xây dựng, sản xuất (cụ thể là dệt may, cao su, nhựa và da), xây dựng và các tiện ích có nguy cơ mắc COPD cao hơn so với lao động Mỹ bình thường.